# Valentino Müller
Valentino Müller (19 januari 1999) is een Oostenrijks voetballer die doorgaans als defensieve middenvelder speelt. In 2015 maakte hij de overstap van AKA Vorarlberg naar SC Rheindorf Altach. Sinds 2019 speelt hij voor LASK Linz en FC Juniors OÖ, het tweede team van LASK Linz.

## Clubcarrière
Müller begon zijn carrière bij de jeugd van Ludesch en Vorarlberg. In 2015 maakte hij de overstap naar SC Rheindorf Altach. Het seizoen 2015/16 maakte Müller enkele keren deel uit van de selectie maar kwam niet van de bank. Hij speelde vooral bij het tweede elftal. Zijn debuut kwam er in het seizoen 2016/17. Op 25 september 2016 kwam hij, in de thuiswedstrijd tegen Red Bull Salzburg, drie minuten voor tijd Nikola Dovedan vervangen. De wedstrijd eindigde zoals die was begonnen, op 0–0.

## Clubstatistieken
| Seizoen     | Club                | Competitie  | Competitie | Competitie | Beker | Beker | Internationaal | Internationaal | Totaal | Totaal |
| Seizoen     | Club                | Competitie  | Wed.       | Dlp.       | Wed.  | Dlp.  | Wed.           | Dlp.           | Wed.   | Dlp.   |
| ----------- | ------------------- | ----------- | ---------- | ---------- | ----- | ----- | -------------- | -------------- | ------ | ------ |
| 2015/16     | SC Rheindorf Altach | Bundesliga  | 0          | 0          | 0     | 0     | 0              | 0              | 0      | 0      |
| 2016/17     | SC Rheindorf Altach | Bundesliga  | 8          | 0          | 0     | 0     | —              | —              | 8      | 0      |
| 2017/18     | SC Rheindorf Altach | Bundesliga  | 19         | 0          | 3     | 0     | 0              | 0              | 22     | 0      |
| 2018/19     | SC Rheindorf Altach | Bundesliga  | 13         | 0          | 2     | 0     | —              | —              | 15     | 0      |
| 2019/20     | LASK Linz           | Bundesliga  | 7          | 1          | 2     | 0     | 0              | 0              | 9      | 1      |
| 2019/20     | FC Juniors OÖ       | 2. Liga     | 6          | 4          | 0     | 0     | —              | —              | 6      | 4      |
| 2020/21     | FC Juniors OÖ       | 2. Liga     | 10         | 0          | 0     | 0     | —              | —              | 10     | 0      |
| 2020/21     | LASK Linz           | Bundesliga  | 0          | 0          | 0     | 0     | —              | —              | 0      | 0      |
| Club totaal | Club totaal         | Club totaal | 63         | 5          | 7     | 0     | 0              | 0              | 70     | 22     |

Bijgewerkt op 15 januari 2021

## Interlandcarrière
Müller doorliep de verschillende jeugdploegen van het nationale elftal.